# Typosyllis parateinopterona
Typosyllis parateinopterona är en ringmaskart som beskrevs av Licher, Frank 1999. Typosyllis parateinopterona ingår i släktet Typosyllis och familjen Syllidae. Inga underarter finns listade i Catalogue of Life.